# Norma (álbum)
Norma é o sexto álbum de estúdio da cantora Mon Laferte, lançado em 9 de novembro de 2018. O álbum foi lançado pela Universal Music México. Venceu o prêmio de Melhor Álbum de Música Alternativa no Grammy Latino de 2019. Também ganhou o Prêmio Pulsar de Álbum do Ano.

## Faixas
| N.º            | Título                                                               | Duração |  |
| 1.             | "Ronroneo"                                                           | 3:07    |  |
| 2.             | "No Te Me Quites de Acá" (Laferte, El David Aguilar)                 | 3:04    |  |
| 3.             | "Por Qué Me Fui a Enamorar de Ti"                                    | 4:20    |  |
| 4.             | "Quédate Esta Noche"                                                 | 3:50    |  |
| 5.             | "Caderas Blancas"                                                    | 3:45    |  |
| 6.             | "El Mambo" (Laferte, Dámaso Pérez Prado, Aguilar)                    | 3:47    |  |
| 7.             | "El Beso" (Laferte, Héctor Lavoe, Willie Colón)                      | 2:58    |  |
| 8.             | "Cumbia Para Olvidar"                                                | 3:29    |  |
| 9.             | "Funeral"                                                            | 4:28    |  |
| 10.            | "Si Alguna Vez" (com El David Aguilar; escritores: Laferte, Aguilar) | 3:52    |  |
| Duração total: | Duração total:                                                       | 36:40   |  |